# Moderati (Danimarca)
I Moderati (in danese: Moderaterne) sono un partito politico danese fondato nel 2021 dall'ex Primo ministro Lars Løkke Rasmussen.

## Risultati elettorali
| Elezione          | Voti    | %    | Seggi    | Posizione   |
| ----------------- | ------- | ---- | -------- | ----------- |
| Parlamentari 2022 | 327.659 | 9,27 | 16 / 179 | Maggioranza |